# Heflin (Alabama)
Heflin és una població del Comtat de Cleburne a l'estat d'Alabama (Estats Units d'Amèrica).

## Demografia
Segons el cens del 2000, Heflin tenia 3.002 habitants, 1.218 habitatges, i 824 famílies. La densitat de població era de 98,1 habitants/km².
Dels 1.218 habitatges en un 28,9% hi vivien nens de menys de 18 anys, en un 52,3% hi vivien parelles casades, en un 11,7% dones solteres, i en un 32,3% no eren unitats familiars. En el 29,1% dels habitatges hi vivien persones soles el 15,7% de les quals corresponia a persones de 65 anys o més que vivien soles. El nombre mitjà de persones vivint en cada habitatge era de 2,38 i el nombre mitjà de persones que vivien en cada família era de 2,94.
Per edats la població es repartia de la següent manera: un 22,4% tenia menys de 18 anys, un 8,5% entre 18 i 24, un 24,9% entre 25 i 44, un 25,2% de 45 a 60 i un 19,1% 65 anys o més.
L'edat mediana era de 40 anys. Per cada 100 dones hi havia 91,1 homes. Per cada 100 dones de 18 o més anys hi havia 88,4 homes.
La renda mediana per habitatge era de 28.398 $ i la renda mediana per família de 38.600 $. Els homes tenien una renda mediana de 29.545 $ mentre que les dones 20.676 $. La renda per capita de la població era de 15.452 $. Aproximadament l'11,9% de les famílies i el 16,3% de la població estaven per davall del llindar de pobresa.

## Poblacions properes
El següent diagrama mostra les poblacions més properes.